# 布里洛韋
48°1′18″N 30°22′31″E / 48.02167°N 30.37528°E
布里洛韋（烏克蘭語：Бурилове）是位於烏克蘭南部尼古拉耶夫州裏五一城區的村莊，面積4.03平方公里，海拔高度154米，2001年人口1,117，人口密度每平方公里277.3人。